# Michaił Arefjew
Michaił Gieorgijewicz Arefjew, ros. Михаил Георгиевич Арефьев (ur. 1 listopada?/14 listopada 1903 w Opadnie, w ówczesnej guberni wołyńskiej, zm. 20 sierpnia 1968 w Moskwie) – Rosjanin, doktor nauk technicznych, profesor, generał major Armii Radzieckiej i generał brygady Wojska Polskiego.

## Życiorys
Był oficerem radzieckich wojsk pancernych, wziął udział w II wojnie światowej.
W okresie od 30 kwietnia 1951 roku do 31 października 1955 roku pełnił służbę w Wojsku Polskim na stanowisku szefa Katedry Broni Strzeleckiej Fakultetu Uzbrojenia Wojskowej Akademii Technicznej im. Jarosława Dąbrowskiego w Warszawie.
31 maja 1954 roku został mianowany generałem majorem. W tym samym roku został odznaczony Krzyżem Kawalerskim Orderu Odrodzenia Polski. Ponadto był odznaczony m.in. Orderem Lenina, Orderem Czerwonego Sztandaru, Medalem  „Za zwycięstwo nad Niemcami w Wielkiej Wojnie Ojczyźnianej 1941–1945” i Orderem Czerwonej Gwiazdy.
Jesienią 1955 roku powrócił do ZSRR. Od 1956 do października 1959 był szefem katedry wojskowej Moskiewskiego Państwowego Uniwersytetu Technicznego im. H.E. Baumana.

## Życie prywatne
Był żonaty, żona Pelagia. Miał trzech synów.